# Центральное статистическое управление
Центральное статистическое управление — советский государственный орган, занимавшийся сбором статистики.

## История
- До 1917 года — Статистический совет и Центральный Статистический комитет (1863 г.) при Министерстве внутренних дел.
- Декрет Совета Народных Комиссаров от 25 июля 1918 года. О Государственной Статистике[1].
- Декретом Совета Народных Комиссаров от сентября 1918 года «О местных статистических учреждениях» губернские статкомитеты прекращали свою деятельность.

### Названия и подчинённость
1918—1923 — Центральное статистическое управление РСФСР (ЦСУ РСФСР). Образовано Декретом Совета Народных Комиссаров от 25 июля 1918 года «О государственной статистике»
1923—1926 — Центральное статистическое управление (ЦСУ) при Совете Народных Комиссаров СССР
1926—1930 — Центральное статистическое управление СССР (ЦСУ СССР)
1930—1931 — Экономико-статистический сектор (ЭСС) Госплана СССР
1931 — Сектор народно-хозяйственного учёта Госплана СССР
1931—1941 — Центральное управление народно-хозяйственного учёта (ЦУНХУ) Госплана СССР
1941—1948 — Центральное статистическое управление (ЦСУ) Госплана СССР
1948—1987 — Центральное статистическое управление (ЦСУ) при Совете Министров СССР. Постановление Совета Министров СССР от 10 августа 1948 года № 3018 «О преобразовании ЦСУ Госплана СССР в Центральное Статистическое управление при Совете Министров СССР»
1987—1991 — Государственный комитет СССР по статистике
1991— настоящее время — Федеральная служба государственной статистики
В соответствии с постановлением СНК СССР от 10 марта 1932 года, утвердившим Положение о республиканских, областных (краевых) органах народнохозяйственного учёта, управления народнохозяйственного учёта союзных и автономных республик, краев и областей, районные и городские инспектуры народнохозяйственного учёта находились в непосредственном подчинении ЦУНХУ Госплана СССР.

## Функции
- Законом СССР от 19 декабря 1963 № 2000-VI определено, что Начальник Центрального статистического управления при Совете Министров СССР входит в состав Совета Министров СССР (Ст. 70).

Всю свою деятельность ЦСУ СССР осуществляло через ЦСУ союзных республик и местные органы государственной статистики: статистические управления автономных республик, краев и областей, районные (городские) информационно-вычислительные станции (центры) и инспектуры государственной статистики
ЦСУ СССР утверждает общесоюзный минимум показателей статистической отчётности для всех отраслей народного хозяйства и формы статистической отчётности для предприятий, организаций и учреждений, входящих в систему министерств и ведомств СССР, а также для колхозов и издаёт инструкции по их заполнению.